# Крум Милев
Крум Милев (11 юни 1915 – 19 април 2000), известен с прякора Палаврата, е легендарен български футболист и треньор по футбол. Като играч основната част от кариерата му преминава в Славия (София) и Локомотив (София), а като наставник свързва името си най-вече с ЦСКА (София).
Общо 15 пъти е ставал шампион на България – 4 пъти като футболист и 11 пъти като треньор. В ролята на селекционер извежда националния отбор до бронзовите медали на Олимпийските игри в Мелбърн'56.

## Състезателна кариера
Милев започва кариерата си на футболист в столичния клуб „Любен Каравелов“. На 17-годишна възраст преминава в Ботев (София), където придобива статута на звезда. През 1935 г. с клуба печели купата на столичната община „Улпия Сердика“, като именно той е най-голямата фигура в състава.
Месеци по-късно преминава в Славия (София). Смята се, че това е един от първите значими трансфери в българския футбол, въпреки че „белите“ не плащат средства за да го привлекат. Преминаването му в Славия предизвиква доста вълнения в спортния живот на София. Дълго време от Ботев (София) отказват да му дадат състезателните права и той играе само в приятелски срещи. Именно за това през сезон 1935/36 записва само 2 официални мача за Славия, в които бележи 3 гола, печелейки титлата от Държавното първенство. Вкарва един от головете за победата с 2:0 срещу Тича (Варна) във финала на шампионата.
През следващия сезон 1936/37 изиграва 13 мача в Елитната Софийска дивизия, в които вкарва 6 попадения. През 1937/38 талантът на Милев заблестява с пълна сила в новосъздадената Национална футболна дивизия. Той изиграва 16 мача, в които бележи 12 гола, и става голмайстор на първенството. През сезон 1938/39 се отчита с 5 попадения в 13 мача и вдига шампионската титла като капитан на Славия.
След края на сезона Милев преминава в Локомотив (София), като носи екипа на клуба в продължение на 9 години. През 1939/40 става за втори пореден сезон шампион на България. Играе в 6 мача за „железничарите“, в които бележи 4 гола. Триумфира с титлата и през 1945. Общо записва 107 мача за Локомотив, в които вкарва 48 попадения. Като играещ треньор печели националната купа през 1948. Същата година е нареден на 3-то място в анкетата за Футболист № 1 на България.
Между 1937 г. и 1948 г. Милев е част от националния отбор. Изиграва общо 18 мача, в които вкарва 3 гола. В 9 срещи е капитан на България.

## Треньорска кариера
През 1948 г. Милев завършва „Държавната треньорска школа“. Назначен е за старши треньор на ЦСКА (София) и създава могъщия състав на „армейците“, който е хегемон в България през 50-те години на ХХ век. Води отбора в продължение на 16 години. Печели 11 шампионски титли, както и 4 национални купи.
Паралелно, докато е треньор на ЦСКА, е и селекционер на националния отбор. В периода от 1954 г. до 1960 г. води България в 49 срещи, в повечето от които заедно със Стоян Орманджиев. Под негово ръководство националите печелят бронзовите медали на Олимпиадата в Мелбърн'56. „Заслужил майстор на спорта“ от 1960 г. „Заслужил треньор“ от 1959 г., заслужил деятел на физкултурата.
Бил е също старши треньор на Локомотив (София), Берое (Стара Загора), Сливен и турския гранд Бешикташ.

## Успехи

### Като футболист
Славия (София)
- Държавно първенство –  Шампион: 1936
- Национална дивизия –  Шампион: 1938/39

Локомотив (София)
- Национална дивизия –  Шампион: 1939/40
- Държавно първенство –  Шампион: 1945
- Национална купа –  Носител: 1948

Индивидуални
- Голмайстор на Национална дивизия: 1937/38 (12 гола)

### Като треньор
ЦСКА (София)
- А група –  Шампион (11): 1951, 1952, 1954, 1955, 1956, 1957, 1958, 1958/59, 1959/60, 1960/61, 1961/62
- Национална купа –  Носител (4): 1951, 1954, 1955, 1960/61

България
- Летни олимпийски игри –  Бронзов медал: 1956